# Käthe Spiegel
Käthe Spiegel (geboren 19. November 1898 in Prag, Österreich-Ungarn; gestorben zwischen 1941 und 1945 im Ghetto Litzmannstadt oder im KZ Auschwitz) war eine österreichisch-tschechoslowakische Historikerin.

## Leben
Käthe Spiegel war das einzige Kind von Clara Spiegel (1874–1940) und des Juristen Ludwig Spiegel (1864–1926). Sie besuchte das Mädchenlyzeum in Prag und begann nach der Ergänzungs-Reifeprüfung am k. k. Deutschen Staats-Realgymnasium im Wintersemester 1917/18
das Studium der Mittelalterlichen Geschichte und der Neuen Geschichte an der deutschen Karl-Ferdinands-Universität Prag. Sie wurde 1921 bei Samuel Steinherz mit der Dissertation Die Prager Universitätsunion (1618–1654) promoviert.
Bis zum Tod ihres Vaters im Jahr 1926 arbeitete sie als dessen Sekretärin. Sie nahm an den Internationalen Hochschulkursen in Wien 1924 und an den Sommerkursen der Cooperation Intellectuelle in Genf 1926 teil, von Oktober 1927 bis Oktober 1929 war sie als Fellow der Rockefeller Foundation in den USA und forschte unter anderem über die Amerikanische Revolution.
An der Deutschen Prager Universität reichte sie 1931/32 und nochmals 1936/37 eine Habilitationsbewerbung ein, die aus offenbar antifeministischen und antisemitischen Gründen nicht angenommen wurde.
Spiegel engagierte sich im Deutschen Verein „Frauenfortschritt“ in Prag und veröffentlichte Beiträge in der Zeitschrift Die Sudetendeutsche Frau. Im April 1935 war sie Delegierte beim 12. Internationalen Frauenkongress in Istanbul.
Ab Oktober 1935 hatte sie eine Stelle als wissenschaftliche Hilfsbeamtin an der Universitätsbibliothek Prag. Nach der deutschen Besetzung Tschechiens wurde sie Anfang 1940 aus antisemitischen Gründen entlassen. Sie versuchte mit Hilfe der American Association of University Women  (AAUW) nach Kuba zu emigrieren, was aber nicht gelang. Sie schrieb noch ein Hilfeersuchen an den Rektor der Deutschen Universität, den SS-Führer Wilhelm Saure. Am 21. Oktober 1941 wurde sie mit einem der fünf Deportationszüge von Prag in das Ghetto Litzmannstadt im okkupierten Polen verschafft. Danach verliert sich ihre Spur. Laut Gerhard Oberkofler besteht kein Zweifel daran, dass sie von Deutschen ermordet wurde.

## Schriften (Auswahl)
- Die Prager Universitätsunion (1618–1654). In: Mitteilungen des Vereins für Geschichte der Deutschen in Böhmen, 1924
- Die Prager Juden zur Zeit des dreißigjährigen Krieges. Selbstverlag, 1927
- Amerikanische Geschichtsprobleme. Prag : Deutscher Verein zur Verbreitung gemeinnütziger Kenntnisse in Prag, 1930
- Das Rechtsleben der amerikanischen Kolonialzeit. Prag : Deutscher Verein zur Verbreitung gemeinnütziger Kenntnisse in Prag, 1930
- Kulturgeschichtliche Grundlagen der amerikanischen Revolution. München : Oldenbourg, 1931
- Charakterzüge der amerikanischen Geschichte, in: Historische Vierteljahrsschrift, 28, 1934
- Wilhelm Egon von Fürstenbergs Gefangenschaft und ihre Bedeutung für die Friedensfrage 1674–1679. Bonn : Röhrscheid, 1936